# Anchiano (Vinci)
Anchiano è una frazione  del comune di Vinci, nella città metropolitana di Firenze.

## Geografia fisica
Anchiano è situato alle pendici sud-occidentali del Monte Albano, tra i due corsi d'acqua del torrente Vincio (15 km) e del borro delle Quercetelle (5 km). Posto a circa 3 km da Vinci, la località confina con le vicine frazioni di Faltognano, Santa Lucia e Sant'Amato.
Grazie alla mancanza di una forte urbanizzazione, i paesaggi in quest'area sono rimasti pressoché invariati nel corso dei secoli e l'aspetto attuale, caratterizzato principalmente da vigneti e oliveti, è paragonabile a quello tardo medievale.

## Monumenti e luoghi d'interesse

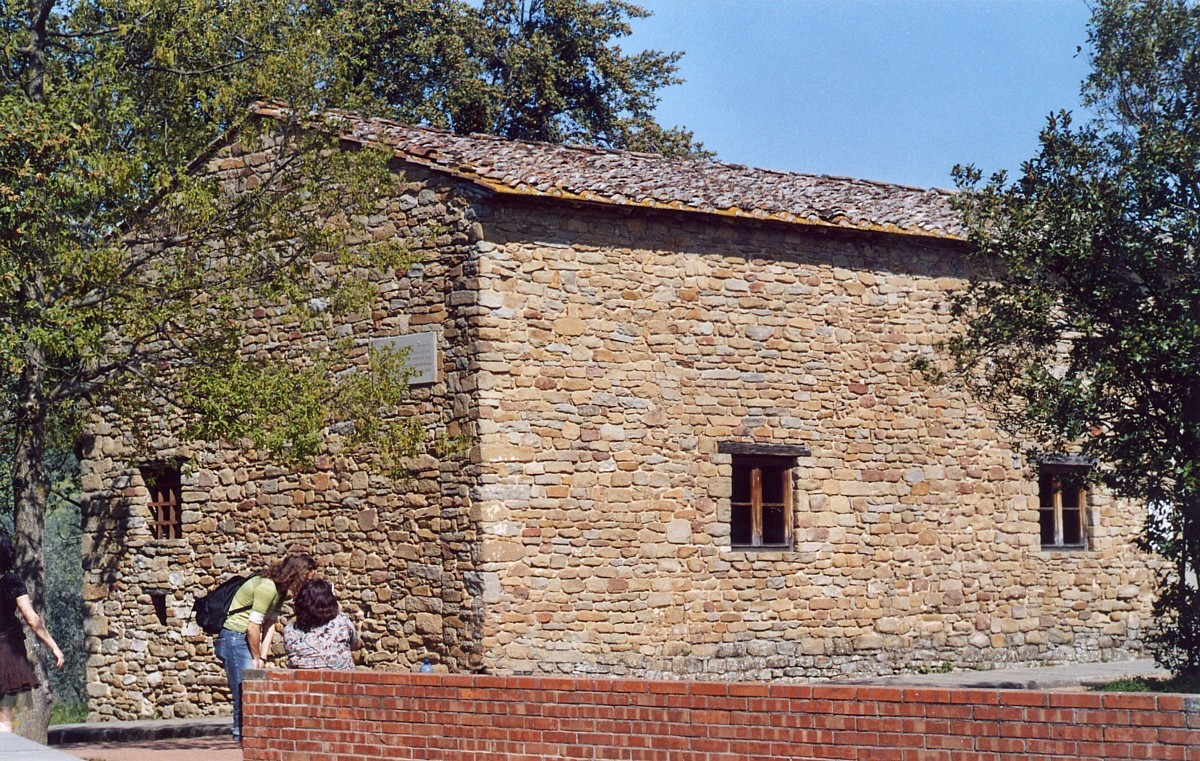
Casa natale di Leonardo da Vinci.

La località è nota principalmente per aver dato i natali a Leonardo da Vinci, nato in una locale fattoria il 15 aprile 1452.
Ad Anchiano è inoltre situata l'antica Villa del Ferrale, già presente in epoca medievale, a capo di una vasta tenuta agricola sulle pendici del Monte Albano. L'aspetto della villa è da riferirsi alle ristrutturazioni tardo-ottocentesche, e vi è annessa una pregevole cappella gentilizia intitolata ai santi Antonio e Francesco.